# Ейдан Додсон
Ейдан Марк Додсон (нар. 1962) — англійський єгиптолог та історик. З 1 серпня 2018 року він є почесним професором єгиптології в Брістольському університеті.

## З біографії
Додсон народився у Лондоні 11 вересня 1962 року, навчався у граматичній школі Ленглі (1975—1981), по закінченні переїхав до Коллінгвуд-коледжу в Даремі (1981—1982). Він здобув ступінь бакалавра в Ліверпульському університеті (1985), а також ступінь магістра філософії (1986, музейна справа й археологія) та доктора філософії (1995, єгиптологія) в Коледжі Христа в Кембриджі. У жовтні 1996 року почав викладати в Брістольському університеті, з січня по липень 2013 року обіймав посаду професора єгиптології імені Сімпсона в Американському університеті в Каїрі. Його основні дослідницькі інтереси стосуються Стародавнього Єгипту, з особливим акцентом на династичній історії та хронології, архітектурі гробниць, дизайні саркофагів та трун, канопічному обладнанні та історії єгиптології; він також є істориком військово-морських сил кінця 19-го та початку 20-го століть і писав про королівські гробниці Великої Британії.
Додсон є автором понад двадцяти книг, а також 300 статей та оглядів.
2003 року Додсона було обрано членом Лондонського товариства антикварів. Його дружина — Даяна Гілтон.

## Опубліковані книги

### Єгиптологія
- Egyptian Rock-cut Tombs (1991)
- The Canopic Equipment of the Kings of Egypt (1994)
- Monarchs of the Nile (1995) (Revised Editions in 2001 and 2015)
- After the Pyramids (2000)
- The Hieroglyphs of Ancient Egypt (2001)
- The Pyramids of Ancient Egypt (2003)
- The Complete Royal Families of Ancient Egypt (with Dyan Hilton) (2004) (2010, Revised Edition)
- Ancient Egypt: Pyramids and Hieroglyphs (2006)
- The Tomb in Ancient Egypt (with Salima Ikram) (2008)
- Amarna Sunset: Nefertiti, Tutankhamun, Ay, Horemheb, and the Egyptian Counter-Reformation (2009) (2018, Revised Edition)
- Poisoned Legacy: The Fall of the Nineteenth Egyptian Dynasty (2010) (2016, Revised Edition) Preview
- Afterglow of Empire: Egypt from the Fall of the New Kingdom to the Saite Renaissance (2012) (2020, Revised Edition)
- Amarna Sunrise: Egypt from Golden Age to Age of Heresy (2014)
- The Royal Tombs of Ancient Egypt (2016)
- Sethy I, King of Egypt: His Life and Afterlife (2018)
- Rameses III, King of Egypt: His Life and Afterlife (2019)
- Nefertiti, Queen and Pharaoh of Egypt: Her Life and Afterlife (2020)
- The First Pharaohs, Their Lives and Afterlives (2021)
- Tutankhamun, King of Egypt: His Life and Afterlife (2022)
- The Nubian Pharaohs of Egypt: Their Lives and Afterlives (2023)
- Thutmose III and Hatshepsut, Pharaohs of Egypt: Their Lives and Afterlives (2025)

### Інші книги
- The Royal Tombs of Great Britain (2004) (2017, Revised Edition)
- The Kaiser's Battlefleet: German Capital Ships 1871—1918 (2015)
- Before the Battecruiser: The Big Cruiser in the World's Navies 1865—1910 (2018)
- German Battleship Helgoland (2019)
- Spoils of War: The Fate of Enemy Fleets after the Two World Wars (with Serena Cant) (2020)
- The Kaiser's Cruisers 1871—1918 (with Dirk Nottelmann) (2021)
- The Windfall Battleships: Agincourt, Canada, Erin, Eagle and the Balkan and Latin American Arms Races (2023)